# Nawal al-Sa'dawi
Nawal al-Sa'dawi, també escrit Nawal El Saadawi (àrab: نوال السعداوي, Nawāl as-Saʿdāwī) (Kafr Tahla, Egipte, 27 d'octubre de 1931 - el Caire, 21 de març de 2021), fou una escriptora, metgessa i activista feminista egípcia. L'any 2003 fou guardonada per la Generalitat de Catalunya amb el Premi Internacional Catalunya i el 2004 amb el Premi Nord-Sud concedit pel Consell d'Europa.

## Joventut
Va néixer el 27 d'octubre de 1931 a la ciutat de Kafr Tahla, població propera al riu Nil, en una família acomodada d'Egipte, i de ben jove patí la mutilació dels òrgans genitals femenins. Va estudiar medicina a la Universitat del Caire, on es va graduar l'any 1955.

## Obra
Les característiques de l'escriptura de Nawal al-Sa'dawi són una barreja entre ficció i dades reals, el seu coneixement de les ciències mèdiques, detalls autobiogràfics i la descripció de les malalties socials.
Les primeres novel·les de Nawal van ser publicades en diaris i revistes i van aparèixer al voltant de 1950. El 1958 va iniciar-se en el món novel·lístic amb Memòries d’una doctora, una novel·la particularment autobiogràfica. Aquest llibre va ser considerat una obra de ficció pionera en el feminisme modern del món àrab, encara que, finalment, la protagonista, rebel·lada respecte a la societat, acaba per acceptar el seu destí. Al-Sa'dawi fou una de les primeres dones a criticar obertament el sistema patriarcal i a abordar els temes tabús com l’ablació, l’avortament, la sexualitat, els abusos sexuals a menors i les diferents formes d’opressió a les dones. Durant la seva estada a Addis Abeba (1978), va escriure Le Voile, en què la protagonista revela els seus pensaments al lector, però no al seu amant. L’opressió sexual i social es relaciona amb la doctrina religiosa en una novel·la curta titulada Elle n’a pas sa place au paradís (1972).
Femme au degré zero (1975) s’inspira particularment en allò que Nawal va poder col·leccionar com a testimoni a la Universitat Ain Shams sobre la salut mental de les dones. A la presó de dones de Qanatir, troba el seu personatge principal, Fridaws, una dona que va patir abusos durant la seva infància i amb una cerca per la llibertat que acaba en venjança i amb la mort de la persona que la sustentà. El psiquiatre la interroga durant la vetlla de la seva execució. La mort li suposa una victòria: “No espero res. No vull res. No temo res. És per això que sóc lliure. Perquè, a mesura que va passant tota la vida, tot allò que desitgem, les nostres esperances i els nostres temors, és tot allò que ens sotmet.” El llibre ha estat traduït al francès sota el títol Fardaous, une voix d’enfer per Assia Djebar i Assia Trabelsi. Després de la publicació al Caire de la novel·la La caiguda de l'imam (1987), el seu nom va aparèixer en les llistes negres dels grups fonamentalistes que la van amenaçar de mort, per la qual cosa es va exiliar amb el seu marit als Estats Units. Aquesta darrera novel·la es va prohibir el 2004 a Egipte, com també la nova novel·la Al Riwaya.

## Activitat social
Treballant com a metgessa a Kafr Tahla va observar les dificultats i desigualtats que enfronten les dones rurals. Després d'intentar protegir una de les seves pacients de la violència domèstica, Sa'dawi va ser enviada al Caire. En aquesta ciutat va aconseguir esdevenir directora de Salut Pública i es va reunir amb el seu tercer marit, Sherif Hetata, el qual havia estat pres polític durant 13 anys.
Sa'dawi, però, va ser acomiadada del seu càrrec al Ministeri de Salut a conseqüència de les seves activitats polítiques. Aquestes activitats també li van costar els càrrecs de cap de redacció d'un diari de salut i de secretària general adjunta de l'Associació Mèdica d'Egipte. Entre 1973 i 1976 va treballar en la investigació de la neurosi de les dones a la Universitat Ain Shams de la Facultat de Medicina del Caire, i entre 1979 i 1980 va ser assessora de les Nacions Unides per al Programa de la Dona a Àfrica (CEP) i d'Orient Pròxim (CEPAO).
Vista com a polèmica i perillosa pel govern egipci, Sa'dawi va ser empresonada al setembre de 1981, juntament amb altres objectors de consciència a les idees polítiques del president Anwar al-Sadat. Va ser alliberada l'any següent, un mes després de l'assassinat del president.
L'any 1991, després de rebre amenaces de mort dels islamistes, s'exilià als Estats Units d'Amèrica, on passà a ser professora a la Universitat de l'Estat de Washington. El 1996 retornà a Egipte, des d'on va continuar el seu activisme en favor dels drets de les dones, especialment a partir de la seva obra escrita.

## Defensa contra la mutilació genital
Ja de jove, Saadawi va patir el procés de mutilació genital i en edat adulta va escriure i criticar aquesta pràctica. A partir de la mort d’una nena de 12 anys (Bedour Shaker) durant l’operació de circumsició genital el 2007, Saadawi va escriure: “Bedour, havies de morir per il·luminar les ments obscures? Havies de pagar amb la teva apreciada vida el preu… perquè doctors i clergues aprenguessin que la bona religió no talla els òrgans dels nens?". Com a doctora i activista pels drets humans, Saadawi també s’oposà a la mutilació genital masculina (circumsició). Pensava que ambdós, nens i nenes, mereixen que se’ls protegeixi de la mutilació genital.

## Darrers anys
En desembre del 2004, es va presentar com a candidata presidencial a Egipte. Com va explicar en diferents entrevistes, era un de manera simbólica, ja que sabia que mai se li donaria l’oportunitat d’accedir al govern.
Posteriorment es va dur a terme un procés contra Nawal Saadawi per part de la Universitat Al-Azhar per apostasia i el no-respecte a les religions, i nombroses veus van alçar-se per donar suport a l'escriptora. El 2008 Nawal va guanyar el plet però continuà ensenyant als Estats Units.

### Novel·les
- مذكرات طبيبة (Memòries d'una doctora, el Caire, 1958)
- الغائب (L'absent, el Caire, 1969)
- امرأتان في امرأة (Dues dones en una, el Caire, 1971)
- امرأة عند نقطة الصفر (Una dona al punt zero, Beirut, 1973)
- موت الرجل الوحيد على الأرض (La mort de l'únic home a la terra, Beirut, 1975)
- الأغنية الدائرية (La cançó circular, Beirut, 1976)
- سقوط الإمام (La caiguda de l'imam, el Caire, 1987)
- جنات وإبليس (Janat i el dimoni, Beirut, 1991)
- الحب في زمن النفط (L'amor a l'època del petroli, el Caire, 1993)
- الرواية (La novel·la, el Caire, 2004)
- زينة (Zayna, Beirut, 2009)

### Col·lecciones de contes
- تعلمت الحب (Vaig aprendre l'amor, el Caire, 1957)
- لحظة صدق (Un moment de veritat, el Caire, 1959)
- الخيط (El fil, el Caire, 1972)
- عين الحياة (Ayn al-Hayat, Beirut, 1976)
- كانت هي الأضعف (Ella era la més feble, Beirut, 1977)
- موت معالي الوزير سابقا (Mort d'un exministre, Beirut, 1978)

### Obres de teatre
- اثني عشر امرأة في زنزانة (Dotze dones a la cel·la, el Caire, 1984)
- الإله يقدم استقالته في اجتماع القمة (Déu renuncia a la reunió de la cimera, el Caire, 2007)

### Memòries
- مذكرات في سجن النساء (Memòries en una presó de dones, el Caire, 1983)
- رحلاتي في العالم (Els meus viatges pel món, el Caire, 1986)
- أوراق حياتي (Fulls de la meva vida, el Caire, 1996, 1998 i 2001, 3 vol.)

### No-ficció
- الأنثى هي الأصل (El femení és l'origen, el Caire, 1971)
- الرجل والجنس (L'home i el sexe, el Caire, 1973)
- الوجة العاري للمرأة العربية (La cara oculta de la dona àrab, el Caire, 1974)
- المرأة والصراع النفسى (La dona i la neurosi, el Caire, 1975)
- معركة جديدة في قضية المرأة (Nova batalla en el tema de les dones, el Caire, 1992)
- كسر الحدود (Trencant barreres, el Caire, 2004)

### Traduccions al català
- La dona que buscava (Edicions Proa, 1998)

- La cançó circular (Edicions Proa, 1999)

- Memòries d'una doctora (Editorial ALBI, 2006)
- Dona al punt zero (Angle Editorial, 2017, traducció d'Anna Turró Armengol)

### Traduccions al castellà
- Mujer en punto cero (Ediciones TAT S.A.L., 1989)
- La cara desnuda de la mujer árabe (Editorial Horas y Horas, 1991)

- Memorias de la cárcel de mujeres (Editorial Horas y Horas, 1995)

- La caída del imán (Editorial Seix Barral, 1995)

- Dios muere a orillas del Nilo (Editorial Herder, 1996)

- La inocencia del diablo (Editorial Herder, 1998)

- Dos mujeres en una (Edicions Proa, 1998)

- Las lágrimas de Hamida (Ediciones Martínez Roca, 1999)

- Prueba de Fuego (Ediciones del Bronce, 2002)

- La hija de Isis (Ediciones del Bronce, 2003)

## Premis i reconeixements
Nawal el Saadawi ha rebut nombroses distincions, entre les quals trobem:
- 1974 Premi del Consell superior de literatura
- 1982 Premi literari de l’amistat francoàrab
- 1988 Premi literari Gubran
- 2003 IV Premi Internacional Catalunya
- 2007 Doctor Honoris a Vrije Universiteit Brussel, Bèlgica
- 2007 Doctor Honoris a la Université Libre de Belgique
- 2010 Doctor Honoris a la National Autonomous University of Mexico
- 2011 Premi Stig Dagerman